# Kerabari (Gorkha)
Kerabari (nepalski: केराबारी) – gaun wikas samiti w zachodniej części Nepalu w strefie Gandaki w dystrykcie Gorkha. Według nepalskiego spisu powszechnego z 2001 roku liczył on 357 gospodarstw domowych i 1777 mieszkańców (895 kobiet i 882 mężczyzn).